# Kunda (jazyk)
Kunda (chikunda, cikunda) je bantuský jazyk. Používá ho africký kmen Kundů. Celkem ho používá asi 160 000 lidí (dle Ethnologue).
Používá se v Zimbabwe (v provinciích Mashonaland East, Mashonaland Central a v okrese Karoi v provincii Mashonaland Karoi West) a v menší míře také v Zambii a Mosambiku.
Píše se latinkou.

## Pidžin
V oblasti řeky Zambezi se používal obchodní pidžin zvaný chikunda. Tento pidžin již vymřel.